# Dalgona Coffee

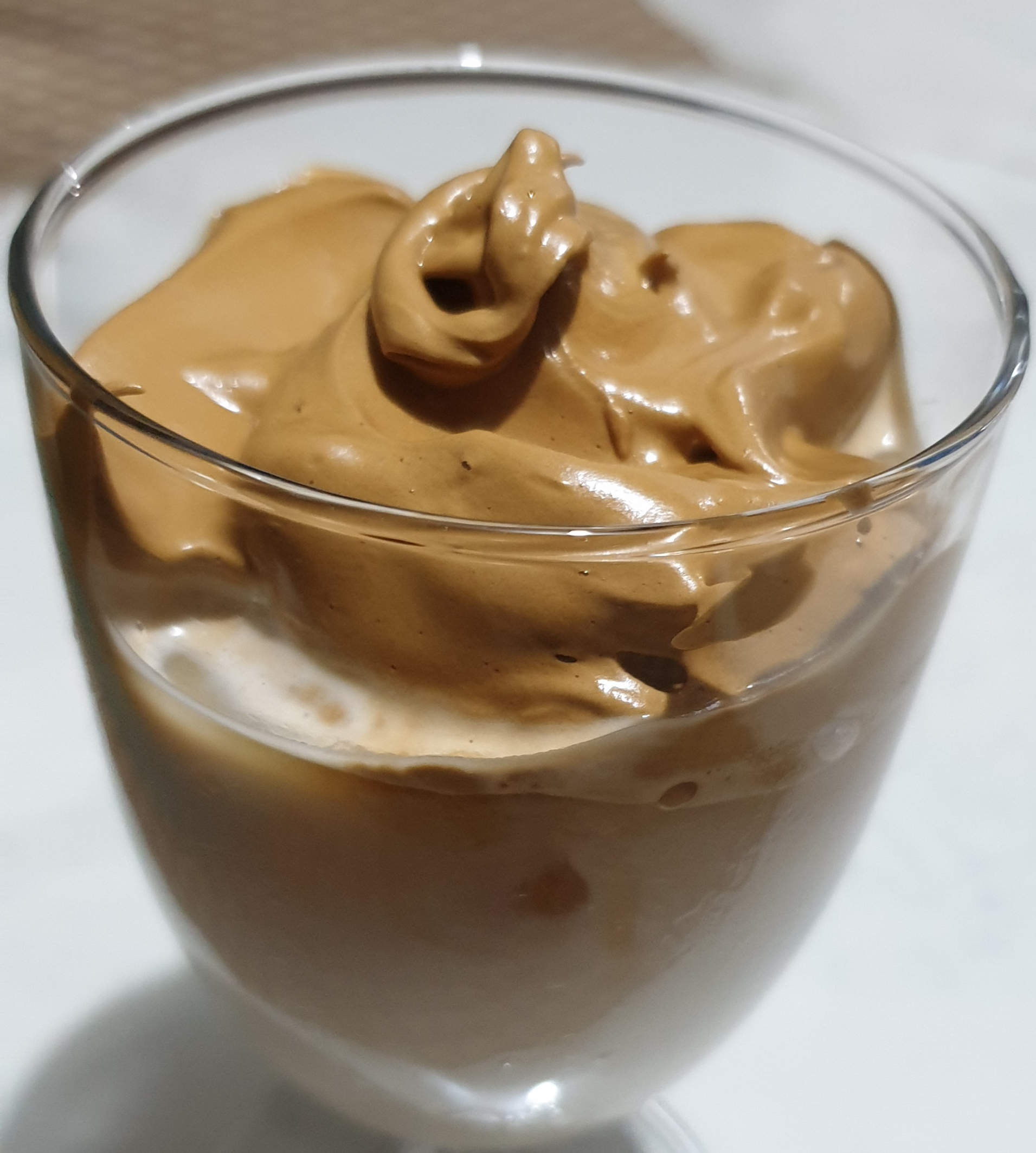
Dalgona Coffee

Dalgona Coffee ist eine Kaffeespezialität, die im südchinesischen Macau entwickelt wurde und 2020 während der COVID-19-Pandemie als Internetphänomen von Südkorea ausgehend rasche Verbreitung erfuhr.

## Zubereitung
Grob verallgemeinert handelt es sich beim Dalgona Coffee um einen umgedrehten Cappuccino – die Milch befindet sich unten im Glas, der kaffeehaltige Teil oben. Der untere Teil des Trinkgefäßes wird mit Milch gefüllt. Für den oberen Teil werden zu gleichen Teilen Instantkaffee, raffinierter Zucker und heißes Wasser mit einem Handrührgerät oder einem Schneebesen verquirlt, bis sich eine steife, lockere Masse ergibt, die auf die Milch gegeben wird. Letztere kann dabei heiß oder kalt sein. Wichtig ist die Verwendung von Instantkaffee, da mit normalem Kaffee die gewünschte Konsistenz nicht erreicht wird.
Optional kann der Kaffee-Zucker-Mischung Kaffeelikör zugegeben werden (friday afternoon dalgona). Statt raffiniertem wird auch brauner Zucker verwendet. Eine Aromatisierung des Getränks kann durch Zugabe von zum Beispiel Kakao, geriebener Schokolade oder Zimt erfolgen. Auch können dem zweilagigen Grundgetränk weitere Lagen hinzugefügt werden, die allerdings eine gewisse Mindestdichte besitzen müssen, um sich nicht mit der Kaffee-Zucker-Mischung zu verbinden, und deshalb zum Beispiel auf aufgeschlagenen Milchprodukten oder Eiweiß basieren können.

## Herkunft und Etymologie
Das Getränk beruht auf der aus Indien stammenden, vertikal umgedrehten Variante Beaten Coffee (बीटन कॉफी, transkribiert phenti hui, im angloamerikanischen Sprachraum auch Indian cappuccino genannt). Beim Beaten Coffee werden die beiden Schichten zusätzlich vermengt. Eine Variante mit Milch am Boden des Trinkgefäßes war ohne nennenswerte Rezeption seit den frühen 2000er-Jahren in einem Café in Macau erhältlich, wo sie im Januar 2020 vom südkoreanischen Schauspieler Jung Il-woo entdeckt und in der südkoreanischen TV-Show 신상출시 편스토랑 vorgestellt wurde. Jung gab dem Getränk für seine südkoreanischen Zuschauer den Namen Dalgona Coffee, da es ihn an das heimische Biskuit Dalgona (달고나) erinnerte. In der Folge wurde das Getränk in mehreren südkoreanischen Cafés auf die Karte genommen.
Südkoreaner sind die größten Kaffeekonsumenten in Asien. Da Cafés in Folge der COVID-19-Pandemie schließen mussten, bekam die Kaffeezubereitung in den eigenen vier Wänden einen höheren Stellenwert. Nach der TV-Show mit Jung wurde die Zubereitung von Dalgona Coffee in Südkorea zu einem Trendthema in den sozialen Medien, unter anderem wegen der einfachen Zubereitung. Insbesondere auf den Social-Media-Plattformen Facebook, Instagram, TikTok und YouTube wurden Videos erstellt und geteilt, die die Zubereitung von Dalgona Coffee zum Inhalt haben. Der Trend begann auf YouTube, wo Videos von der Zubereitung schnell siebenstellige Zugriffszahlen hatten, und schwappte Anfang März auf TikTok über. Im April 2020 hatte ein südkoreanisches Video, das die Zubereitung des Getränks demonstriert, auf YouTube über 10.000.000 Zugriffe zu verzeichnen. Wegen der Parallelität zur Corona-Krise wurde dem Getränk der Beiname „Quarantäne-Kaffee“ verpasst.
Die Idee, Instantkaffee aufzuschlagen, kam nicht erst mit dem Dalgona Coffee auf, Café frappé gibt es seit 1957. Das Alleinstellungsmerkmal des Dalgona Coffee ist die Kombination aus dem Mischungsverhältnis von Kaffee zu Zucker zu Wasser und der Darreichung als Topping auf heißer oder kalter Milch.

## Rezeption
Die britische BBC urteilte, der Dalgona Coffee habe „das Internet gestürmt“. Das US-Modemagazin Glamour bezeichnete das Getränk als „beliebtestes Quarantänegetränk des Internets“ und „absurd fotogen“. Das Microsoft-Internetportal MSN schrieb, „so befriedigend es sei, (einen Dalgona Coffee) zu machen, so befriedigend sei es, anderen bei der Zubereitung zuzusehen“. Die New York Post führte die Beliebtheit des Getränks wie auch andere Medien auf die Tatsache zurück, dass Menschen mit Faible für Kaffeespezialitäten während der Corona-Krise zu Hause blieben, aber nicht auf ihr Genussmittel verzichten wollten und so den einfach herstellbaren, aber fotogenen Dalgona Coffee für sich entdeckten. Die indische Times of India befand, Dalgona Coffee sei „das perfekte Getränk für das Instagram-Zeitalter“. Vice stellte heraus, dass die Ersteller der Videos auf Social-Media-Plattformen oft selbst einen Bezug zur durch das Corona-Virus erzwungenen Quarantäne herstellten und angäben, durch die Langeweile der häuslichen Isolierung auf die Herstellung von Dalgona Coffee gekommen zu sein. Das Magazin stellte außerdem eine Verbindung zum Trend der Wahrnehmung von ASMR-Erfahrungen her. Für Vice ist Dalgona Coffee der zweitgrößte Essenstrend der Corona-Phase nach dem Trend zum Backen eigenen Brotes.